# Jenny Byrne
Jenny Byrne (Perth, 25 febbraio 1967) è un'ex tennista australiana.

## Biografia
Nel 1985 vinse due competizioni all'Australian Open 1985, nel singolo ragazze riuscì a sconfiggere Louise Field per 6–1, 6–3, mentre nel doppio ragazze in coppia con Janine Thompson batté Sally McCann e Alison Scott per 6–0, 6–3.
Nel 1987 vinse il Virginia Slims of Indianapolis nel doppio, in coppia con la connazionale Michelle Jaggard sconfiggendo in finale le statunitensi Beverly Bowes e Hu Na con il punteggio di 6–2, 6–3. L'anno successivo, nel 1988 vinse un altro doppio al Virginia Slims of Nashville. Questa volta si esibì con Janine Thompson battendo Elise Burgin e Rosalyn Fairbank con 7-5, 6-7, 6-4. Raggiunse nel 1988 le semifinali nel doppio femminile del Roland Garros
Nello stesso anno arrivò in finale in doppio all'Internationaux de Strasbourg venendo sconfitta da Manon Bollegraf e Nicole Bradtke.